# Ewa Domagała
Ewa Domagała (ur. 1963 w Poznaniu) – polska piosenkarka znana głównie jako wokalistka grupy Amaryllis.

## Życiorys
Ukończyła studia na Akademii Muzycznej im. Ignacego Jana Paderewskiego w Poznaniu. Zajmuje się prowadzeniem warsztatów emisji głosu, kursów interpretacji muzyki chóralnej, liturgicznej oraz chorałowej. Mieszka w Poznaniu. Wraz z mężem Markiem Domagałą w 2004 założyła zespół Amaryllis grający rock progresywny. Od 2009 jest dyrygentem Chóru Dziewczęcego Szkoły Katedralnej „Paradiso” w Poznaniu. W 2011 zdobyła I nagrodę w Konkursie Dyrygenckim „Warszawska Wiosna Muzyczna”.

## Dyskografia
- Inquietum Est Cor (2009)